# Paul Pope
Paul Pope es un guionista y dibujante de cómics estadounidense. Reconocido generalmente por su prolífica carrera como artista independiente y transgresor, aunque también ha trabajado en Marvel Comics y DC Comics. Su trabajo más destacado hasta la fecha ha sido el cómic Batman: Año 100 (ganador de dos premios Eisner el 2007).